# Oenotria Cavi
Gli Oenotria Cavi sono una formazione geologica della superficie di Marte.